# Telescopio solare Richard B. Dunn
Il Richard B. Dunn Solar Telescope (DST) è un telescopio solare costruito nel 1969 a Sacramento Peak (sugli omonimi monti) nel Nuovo Messico.

## Storia

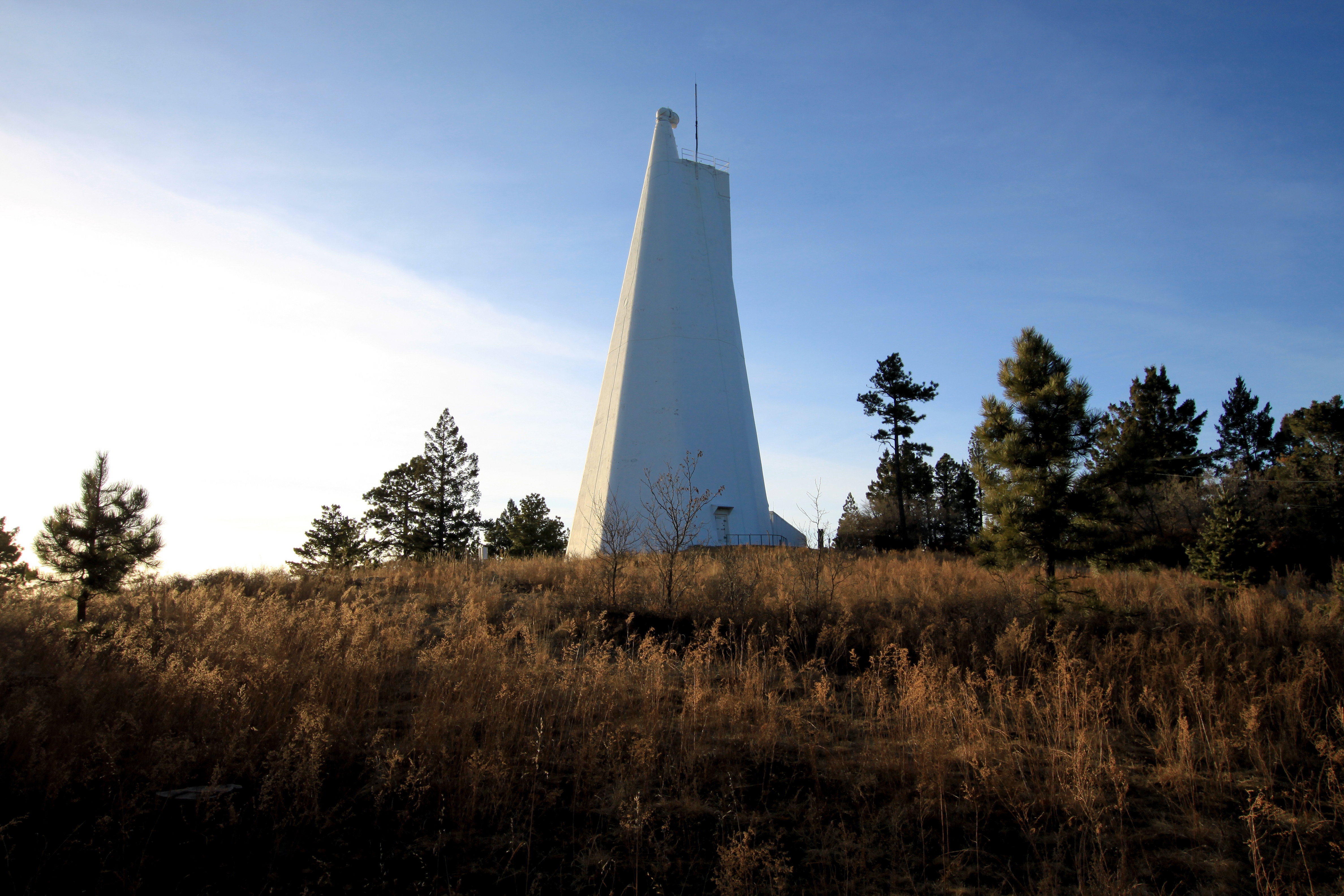
DST al tramonto

Il telescopio venne costruito originariamente nel 1969 ad opera della United States Air Force, con il nome di Vacuum Tower Telescope. In seguito a diversi anni di servizio, nel 1976 venne trasferito al National Solar Observatory, trascorrendo una carriera prolifica, oltre convertirne il nome nel 1998 in onore dell'astronomo Richard B. Dunn, che guidò la costruzione del telescopio. Nel 2017 l'Università statale del Nuovo Messico ha avviato un programma di aggiornamento del telescopio.

## Caratteristiche

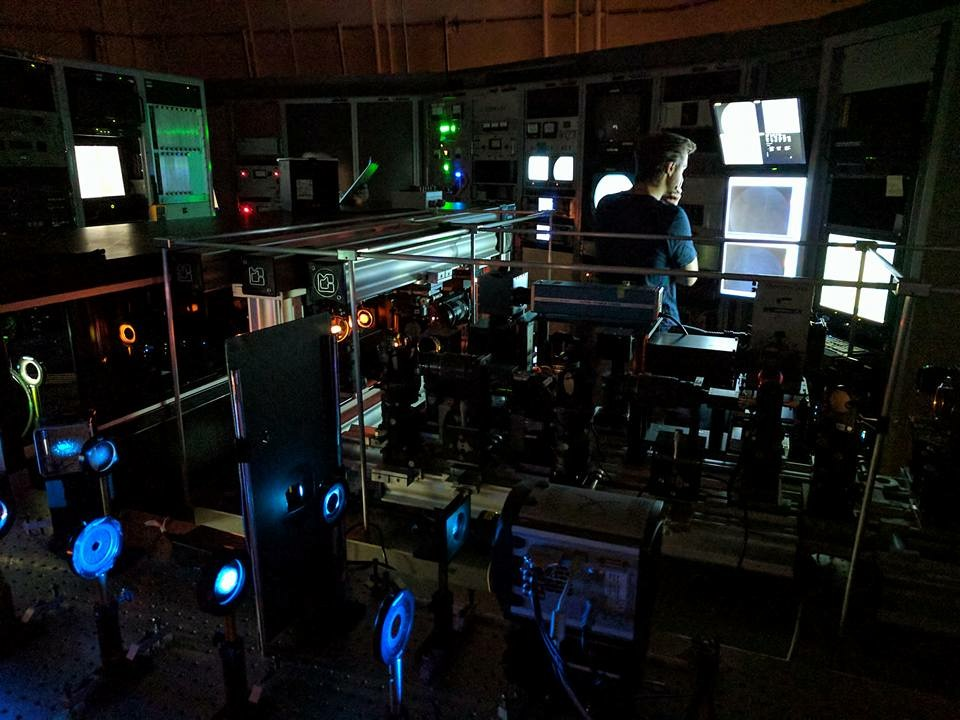
Alcuni strumenti

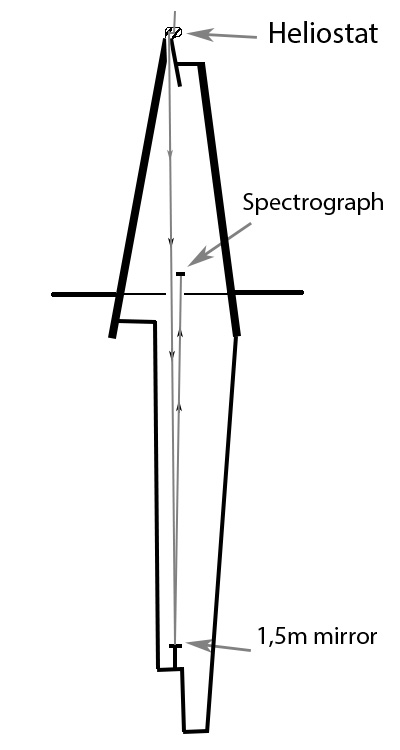
Schema del telescopio

L'osservatorio è costituito da una torre alta 41 m, sulla cui sommità è situato l'eliostato. Da qui la luce è convogliata per 58,8 m fin sotto il livello del suolo, arrivando allo specchio principale, per poi essere riflessa ad una delle sei aperture sul livello del suolo. Per evitare le distorsioni della luce provocate dall'aria l'intera ottica è messa sotto vuoto e, insieme agli strumenti, è posta su di una piattaforma rotante del peso di 350 t, galleggiando su oltre 560 l di mercurio.

### Strumenti
- IBIS (Interferometric BIdimensional Spectropolarimeter): è uno spettropolarimetro a doppio interferometro, ad alta cadenza, ovvero può ricavare immagini del Sole ad una lunghezza d'onda piuttosto bassa. Lo strumento compie delle scansioni rapide e affidabili di linee spettrali a lunghezze d'onda comprese tra 550 nm e 860 nm, permettendo di osservare dettagliatamente fotosfera e cromosfera. È stato fornito dall'Istituto Nazionale di Astrofisica e dall'Osservatorio astrofisico di Arcetri.[3]
- ROSA (Rapid Oscillations in the Solar Atmosphere): consiste in sei fotocamere di lunghezza d'onda diversa, arrivando ad una risoluzione sugli 84-158 km. È stato fornito dalla Queen's University di Belfast.
- FIRS (Facility InfraRed Spectropolarimeter): uno spettropolarimetro progettato per compiere simultaneamente osservazioni nel visibile e nell'infrarosso, utile ad esempio negli studi su elio e ferro. È stato fornito dall'istituto di astronomia dell'Università delle Hawaii.
- SPINOR (Spectrro-POlarimeter for INfrared and Optical Regions): è uno spettropolarimetro costituito da quattro diverse fotocamere sincronizzate, osservando gran parte del visibile e dell'infrarosso.[4]